# دوناتوس مگنوس

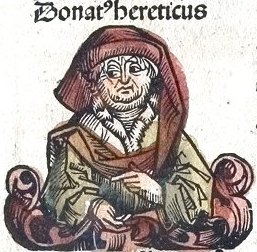

 دوناتوس  (به انگلیسی: Donatus Magnus) اسقف کارتاژ که اظهار می‌داشت اسقفان مسیحی چون کتاب مقدس را در موقع شکنجه و آزار به مشرکان تسلیم نموده اند، و برخلاف وظایف مقام خود رفتار کرده‌اند، غسلهای تعمید یا درجاتی که توسط آنها داده شده باطل است. پیروان او را دُناتیست می‌گفتند که باعث ایجاد تفرقه در دنیای مسیحیت در سال ۳۱۴ (میلادی) گردیدند و حکم محکومیت آنان توسط شورای آرل صادر گردید.